# Elibio Leopoldo Rech Filho
Elibio Leopoldo Rech Filho (15 de novembro de 1956) é um pesquisador brasileiro, membro permanente da Academia Brasileira de Ciências e comendador da Ordem Nacional do Mérito Científico. Ele é pesquisador do Centro de Recursos Genéticos e Biotecnologia da Embrapa, em Brasília  e considerado uma "celebridade global da engenharia genética".

## Biografia
Nasceu no Rio de Janeiro em 15 de novembro de 1956, filho de Elíbio Leopoldo Rech e Maria Aparecida Rech. Seu pai, militar, nasceu numa colônia de alemães perto da cidade de Santa Cruz do Sul (RS), e foi transferido para Brasília em 1974, cidade na qual Elibio iniciou sua carreira científica.

### Formação Acadêmica
Formou-se bacharel em Engenharia Agronômica pela Universidade de Brasília em 1980 com o projeto final "Estudo sócio econômico da agropecuária dos Cerrados". Concluiu mestrado em Fitopatologia pela Universidade de Brasília em 1983 com a dissertação: "Efeito antagônico de Bacillus subtilis, Pseudomonas spp. e Trichoderma harzianum a fungos fitopatogênicos". Obteve o título de Doutor em Ciências da Vida pela University of Nottingham com a tese: "Electric fields and Agrobacteria for gene transfer into plants". Realizou Pós-doutorado em 1990 na University of Nottingham/Oxford na Inglaterra, sobre a manipulação de cromossomos artificiais de levedura, parte do projeto genoma humano.

## Carreira
Foi vice-presidente da Sociedade Brasileira de Genética entre 2000 e 2002.

### Soja transgênica
Participou do desenvolvimento da primeira planta transgênica inteiramente produzida no Brasil, um cultivar de soja modificado para ser tolerante a um herbicida específico. Todo o processo de desenvolvimento da soja, regulamentação e aprovação para comercialização no Brasil durou 12 anos (1997-2009). Em 2009, a planta foi aprovada para uso comercial no Brasil pela Comissão Técnica Nacional de Biossegurança (CTNBio). Estima-se que, dependendo da participação de mercado do cultivar, entre 3,11 milhões e 19,9 milhões de quilos de CO2 deixem de ser emitidos anualmente na atmosfera, devido à redução do uso de equipamentos agrícolas, como tratores, pelos agricultores.

### Teia de aranha sintética
Atuou no desenvolvimento de tecnologia para produção de teia de aranha sintética em bactérias.  Aranhas foram retiradas da Amazônia, Mata Atlântica e Cerrado, seu genoma foi decodificado e foram descobertos os genes relacionados com a produção da fibra pela aranha. A partir daí, a fibra sintética biodegradável foi produzida em bactéria utilizando técnicas de Biologia Sintética. O material pode ser usado em cosméticos, tecidos, como fio de sutura e em peças de avião mais leves e resistentes.

## Prêmios
Em 2002, ele recebeu a Comenda da Ordem Nacional do Mérito Científico. Em 2023, foi condecorado com a Grã-Cruz da mesma ordem. 
Em 2013, recebeu o prêmio Dabeinong de Ciência e Tecnologia da Academia de Agricultura e Ciências Florestais de Pequim.